# Ullava
Ullava è stato un comune finlandese di 1 015 abitanti, situato nella regione dell'Ostrobotnia Centrale. È stato soppresso nel 2009 ed è ora compreso nel comune di Kokkola.